# Башкорт (общественная организация)
Башкирская общественная организация «Башкорт» (баш. Башҡорт йәмәғәт ойошмаһы «Башҡорт»), сокращённо БОО «Башкорт», — башкирская национальная общественная организация, действовавшая в 2014—2020 годах. Организация выступала за суверенитет Башкортостана, поддерживала башкирский язык и культуру, боролась против распространения контрафактного алкоголя и репрессий против других башкирских активистов, защищала шиханы Торатау и Куштау и другие природные памятники. В 2020 году была признана «экстремистской» и закрыта.

## История
Организация «Башкорт» была основана в 2014 году в результате раскола в Башкирском правозащитном движение «Кук-Буре», откуда ушли все трое заместителей руководителя — Рамзиль Байназаров, Фаиль Алсынов и Руслан Габбасов.
Летом-осенью 2018 года в «Башкорте» произошёл раскол: Айнур Ишкильдин, руководитель зауральского филиала, и Ринат Алибаев, создатель проекта «Белемле башкорт» (с баш. — «Грамотный башкир»), выступили против руководства организации, их поддержал диссидент-националист Айрат Дильмухаметов. Они обвинили руководство организации в связях с башкирскими властями.
В декабря 2019 года прокуратура Башкортостана вынесла «Башкорту» предупреждение о недопустимости экстремистской деятельности. В конце января прокуратура направила иск против организации. Прокуратура обвиняла организацию в том, что в состав руководителей «Башкорта» входят Фанзиль Ахметшин, Сагит Исмагилов и Айрат Дильмухаметов, осужденные за экстремизм (приговор Исмагилова был отменён), в организации массовых собраний с призывами к экстремистской деятельности и в том, что народные сходы — йыйыны — не соответствовали историческим образцам.
В мае 2020 года Верховный суд Башкортостана признал «Башкорт» экстремистской организацией и запретил его. Представители организации безуспешно обжаловали решение суда в апелляционной и кассационной инстанциях и в сентябре 2021 года подали жалобу в Европейский суд по правам человека.
После запрета организации её информационная активность снизилась: группа в ВКонтакте была заморожена, бывшие руководители организации ограничивались дачей интервью. В августе 2020 года в связи с протестами в защиту шихана Куштау некоторые бывшие члены организации вернулись к общественной деятельности.

## Описание
Председатели организации: Фаиль Алсынов (2014—2019), Ильнар Галин (до мая 2020 года). Первый заместитель председателя — Руслан Габбасов (2014—2019). Уфимские исследователи Азат Бердин и Юлдаш Юсупов называют Габбасова главным идеологом организации, поддерживавшим националистские идеи и способствовавшим её радикализации.
По состоянию на 2020 год организация имела 18 филиалов в Башкортостане, а также филиал в Магнитогорске, Челябинская область.
Издание Idel.Реалии оценивает численность организации в 2020 году в тысячу человек. Общие собрания сторонников организации насчитывали до тысячи человек. У страницы «Башкорта» в ВКонтакте было 60 тысяч подписчиков.
Организация выступала за связи с Турцией и Казахстаном. Её флаг создан по образцу флага Казахстана.

## Деятельность
Представлением интересов организации в районах республики и за её пределами занимались её филиалы. В конце 2014 года был открыт в Ишимбайский районе первый филиал организации «Башкорт» — «Южный филиал».
В 2014 году активисты организации собрали более трехсот подписей за открытие башкирского детского сада в с. Шамонино Уфимского района. В начале 2015 года детский сад «Акбузат» уже был открыт.
В 2015 году в Сибае открылся «Зауральский филиал», в 2016 году стал действовать филиал «Усерган» в Хайбуллинский районе.
В октябре 2015 года на лидеров организации «Башкорт» Фаиля Алсынова, Руслана Габбасова и Юлая Аралбаева (председатель «Южного» филиала БОО «Башкорт») было возбуждено уголовное дело по ч.2 ст. 115 УК РФ (причинение легкого вреда здоровью, совершенного из хулиганских побуждений). По мнению руководства «Башкорт», уголовное дело было заведено с целью запугать и остановить деятельность организации. Дело было приостановлено, но до его закрытия в 2019 году часто использовалось сотрудниками МВД, для того, чтобы во время проведения организацией очередных акций можно было задерживать и вызывать на допросы руководство БОО «Башкорт» в рамках уголовного производства. В 2015 году из-за постоянного давления на организацию, из нее вышло много студентов, с которыми проводились профилактические беседы. В последующем основной состав организации занимали парни и девушки от 25 лет и старше.
10 декабря 2016 года организация «Башкорт» объявила о проведении I Съезда (Йыйына) башкирского народа. В день проведения съезда, сотрудниками полиции были задержаны председатель организации Фаиль Алсынов, его первый заместитель Руслан Габбасов и председатель «Южного» филиала БОО «Башкорт» Юлай Аралбаев. Но в отсутствие лидеров «Башкорт», I Съезд (Йыйын) башкирского народа все равно состоялся, его провели оставшиеся члены организации и аксакалы Башкирского национального движения. Присутствовало более 200 делегатов со всей республики. По итогам Съезда, было принято Решение съезда и отправлено обращение Президенту РФ. Задержанных руководителей организации «Башкорт» отпустили только после окончания Съезда. В дальнейшем такие съезды стали проходить ежегодно.
3 октября 2017 года официальная группа БОО «Башкорт» в ВКонтакте была подвергнута хакерской атаке неизвестными лицами, после чего все посты в группе до 2015 года были удалены. Неизвестные также полностью удалили официальные группы филиалов «Башкорт»: «Южный», «Зауральский» и «Усерган» Хайбулинского района.
В 2017 году активисты организации «Башкорт» посетили ряд городов Республики Казахстан, где встречались с казахскими националистами. В ответ казахские националисты совершили визит в Республику Башкортостан, приурочив его ко II Съезду (Йыйыну) башкирского народа, который прошел 10 декабря 2017 года в Уфе. Этот Съезд, собравший, по данным организаторов, более 200 участников, прошел более спокойно чем первый. Делегаты съезда обсудили вопросы состояния федеративных отношений в стране, ситуацию с изучением и преподаванием башкирского языка в школах региона, проблему сохранения башкирских шиханов, находящихся под угрозой промышленной разработки. Форум принял решение потребовать от Государственного собрания — Курултай Республики Башкортостан и депутатов Госдумы от Республики поставить перед Москвой вопрос о новом разграничении полномочий между федеральным центром и регионом.
В апреле 2018 года руководство БОО «Башкорт» совместно с другими общественниками и партией «Зеленые» отвезли в приемную Президента РФ 50 тысяч подписей в защиту шиханов Торатау, Юрактау и Куштау. Подписи эти собирались долгое время силами общественников Башкортостана, которые хотели сохранить знаменитые шиханы Башкортостана в первозданном виде.
Организация «Башкорт» крайне негативно восприняла принятие Федерального закона от 03.08.2018 г. № 317-ФЗ О внесении изменений в статьи 11 и 14 Федерального закона «Об образовании в Российской Федерации», который ограничивал изучение государственного башкирского языка в рамках воспитательного образовательного процессов в полном объёме.
6 октября 2018 года БОО «Башкорт» провела «Всебашкирский йыйын» на котором собралось более 1000 человек. На йыйыне были приняты важнейшие решения по самоорганизации и объединению башкирской нации. Его проведение положило начало формированию нового актива организации в районах Республики, создавались дружины, началась активная работа на селе. Вслед за «Всебашкирским йыйыном» были массово проведены районные йыйыны в 20-ти районах Башкортостана Башкортостана.
23 декабря 2018 года при новом Главе Республики Радие Хабирове состоялся III Съезд (йыйын) башкирского народа. Съезд приходилось несколько раз отменять и переносить на другое время из-за отказа в аренде помещений. Во время проведения Съезда участвующих пытались эвакуировать из-за угрозы пожара, но III Съезд башкирского народа все равно состоялся, на нем присутствовало более более 200 человек. На Съезде были обсуждены ряд вопросов, вставших перед башкирским национальным движением — состояние федерализма в стране и проблему договорных отношений Республики с федеральным центром, ситуацию с сохранением башкирского языка, вопросы взаимодействия с государственной властью..
28-29 июня 2019 года в Уфе прошел V Всемирный курултай башкир под лозунгом консолидации представителей башкирского народа. Накануне съезда из состава его делегатов были исключены некоторые национальные активисты, в том числе активисты организации «Башкорт». На открытии Курултая двое активистов были задержаны полицией, а на второй день в УФСБ добровольно и принудительно были доставлены уже пятеро башкирских активистов.

### Срыв «Русского марша» в Уфе
В 4 ноября 2013 году в Уфе впервые прошел «Русский марш», который собрал около 300 человек и имел большой общественный резонанс. Русские националисты прошли по улицам Уфы с лозунгами «Уфимский край», «Убийцы русского языка остановитесь», «Быть русским — не преступление!» и др. Башкирские националисты в лице БПД «Кук буре» тогда ограничились лишь одним протестным заявлением. На 4 ноября 2014 года было анонсировано проведение второго «Русского марша». Новая организация башкирских националистов БОО «Башкорт» выступила категорически против повторения «Русского марша». Активистами организации «Башкорт» расклеивались листовки против проведения марша, устраивались «Сходы батыров», проводились одиночные пикеты с протестами. В социальных сетях развернулись полемика и противостояние.

### Митинг «В защиту башкирского языка»
«Башкорт» выступила со-организатором митинга 16 сентября 2017 года «В защиту башкирского языка» и прав башкир на изучение родного языка, став самым массовым митингом в Республике за последние 10 лет.. В последний момент мэрия Уфы не согласовала проведение митинга, но митинг все равно состоялся. Исключение башкирского языка из школ Республики в первую очередь затрагивало именно педагогический состав, поэтому многие учителя башкирского языка собирались приехать на данный Митинг. Но Министр образования Республики Башкортостана Шафикова Гульназ Радмиловна издала распоряжение, по которому все учителя башкирского языка должны были в субботу выйти на «Единый методический день», тем самым исключив учителей от участия в Митинге. В день Митинга на площади Уфимского Дворца Спорта съехалось около трех тысяч человек со всех районов Республики, а также из Челябинской и Оренбургской областей. На Митинг пришло большое количество башкирской интеллигенции: писатели, актёры, артисты, ученые, бывшие рахимовские кадры и т. д. Митинг прошел успешно, по окончании которого была зачитана Резолюция. Сразу по окончании митинга полиция попыталась задержать Председателя БОО «Башкорт» Фаиля Алсынова,. Организаторы митинга и некоторые из его участников были впоследствии оштрафованы. Так к уплате штрафа по 20 тыс. руб. привлечены Председатель БОО «Башкорт» Фаиль Алсынов и его заместитель Руслан Габбасов.

### Акция «Кольцо жизни»
Актив БОО «Башкорт» многократно организовывал акции в защиту шихана Торатау, над которым повисала угроза промышленной разработки в качестве сырья для производства соды и цемента. Не прекращающиеся попытки со стороны руководства Башкирской содовой компании добиться разрешения на разработку шихана Торатау объединило всю общественность (активистов башкирского национального движения, «зелёных», оппозиционеров, верующих, атеистов, феминисток и др.) Республики встать на защиту башкирской святыни. БОО «Башкорт» объявила о проведении 12 мая 2018 года Акции в защиту Торатау под названием «Кольцо жизни». Она стала самой известной акцией организации «Башкорт», проведенная в защиту шихана Торатау. Цель акции заключалась в том, чтобы собравшиеся люди обхватили живым кольцом весь шихан по окружности, взявшись за руки. Акция прошла успешно, собралось более трех тысяч человек, этого числа хватило, чтобы охватить весь шихан. Также активисты растянули перед Торатау километровую ленту с триколором башкирского государственного флага.

### Поддержка Хорватии на футбольном матче
В июле 2018 года состоялся футбольный матч между Хорватией и Россией, который проходил в рамках чемпионата мира по футболу. Хорватию решила поддержать организация «Башкорт». Это вызвало обвинения в адрес организации. В частности, русский националист Евгений Холмогоров назвал сторонников организации сепаратистами, которые поддержали усташей. Руководитель организации Фаиль Алсынов пояснил, что каждый имеет право поддержать кого хочет и отверг обвинения в сепаратизме.

### Инцидент в Темясово
В башкирском селе Темясово 27-30 сентября 2018 года произошёл конфликт между чеченскими трудовыми мигрантами и башкирами из-за совершенного нападения первых на местную девушку. Всех участников конфликта задержали и доставили в местный ОВД по Баймакскому району. Возле здания ОВД в тот же вечер начала собираться стихийная толпа людей, требуя освободить местных башкир. Среди собравшихся были и активисты организации «Башкорт», которые и руководили переговорами с полицией. В результате настойчивых требований собравшихся все задержанные башкиры были освобождены в ту же ночь. Власти республики пытались замолчать конфликт и представить ему характер бытового конфликта, однако конфликт оказал существенное влияние на политическую обстановку в Башкортостане. В октябре 2018 года глава Республики Башкортостан Хамитов ушёл в отставку, а на его место был назначен врио Радий Хабиров. Спустя полтора месяца после произошедшего инцидента председатель БОО «Башкорт» Фаиль Алсынов был оштрафован на 150 тысяч рублей за «повторную организацию несанкционированного митинга» возле здания ОВД.

### Инцидент в Сибае
В городе Сибай 12 ноября 2018 года произошёл очередной конфликт между курдскими мигрантами и башкирами по причине того, что первые совершили нападение на местного жителя. Вечером того же дня возмущенными жителями на главной площади города был устроен митинг, где выступили представители организации «Башкорт». Среди участников митинга были и члены организации.